# Halowe Mistrzostwa Europy w Lekkoatletyce 1989 – bieg na 1500 m kobiet
Bieg na 1500 metrów kobiet – jedna z konkurencji biegowych rozgrywanych podczas halowych lekkoatletycznych mistrzostw Europy w  hali Houtrust w Hadze. Eliminacje zostały rozegrane 18 lutego, a bieg finałowy 19 lutego 1989. Zwyciężyła reprezentantka Rumunii Paula Ivan. Tytułu zdobytego na poprzednich mistrzostwach nie broniła Doina Melinte z Rumunii.

## Rezultaty

### Eliminacje
Rozegrano 2 biegi eliminacyjne, do których przystąpiło 10 biegaczek. Awans do finału dawało zajęcie jednego z pierwszych trzech miejsc w swoim biegu (Q). Skład finału uzupełniły dwie zawodniczki z najlepszym czasem wśród przegranych (q).
Opracowano na podstawie materiału źródłowego.

#### Bieg 1
| Miejsce | Zawodniczka        | Czas    | Uwagi |
| ------- | ------------------ | ------- | ----- |
| 1       | Karen Hutcheson    | 4:13,47 | Q     |
| 2       | Paula Ivan         | 4:14,59 | Q     |
| 3       | Laima Baikauskaitė | 4:14,72 | Q     |
| 4       | Rita Marquard      | 4:15,52 |       |
| 5       | Christien Toonstra | 4:17,46 |       |

#### Bieg 2
| Miejsce | Zawodniczka         | Czas    | Uwagi |
| ------- | ------------------- | ------- | ----- |
| 1       | Małgorzata Rydz     | 4:11,15 | Q     |
| 2       | Marina Jaczmieniowa | 4:11,35 | Q     |
| 3       | Swietłana Kitowa    | 4:11,38 | Q     |
| 4       | Yvonne Mai          | 4:11,57 | q     |
| 5       | Malin Ewerlöf       | 4:14,05 | q     |

### Finał
Opracowano na podstawie materiału źródłowego.
| Miejsce | Zawodniczka         | Czas    | Uwagi |
| ------- | ------------------- | ------- | ----- |
| 1       | Paula Ivan          | 4:07,16 |       |
| 2       | Marina Jaczmieniowa | 4:07,77 |       |
| 3       | Swietłana Kitowa    | 4:08,36 |       |
| 4       | Yvonne Mai          | 4:09,40 |       |
| 5       | Małgorzata Rydz     | 4:09,42 |       |
| 6       | Laima Baikauskaitė  | 4:10,49 |       |
| 7       | Karen Hutcheson     | 4:10,76 |       |
| 8       | Malin Ewerlöf       | 4:11,70 |       |